# Jaciment Arqueològic del Castellot
El Jaciment Arqueològic del Castellot és un dels pocs poblats ibèrics localitzat al Pirineu al terme de Bolvir, (Baixa Cerdanya), declarat bé cultural d'interès local.
És el més important dels ceretans trobat fins avui. Es troba a l'extrem i la zona més elevada de La Corona, ubicada al sud-est del municipi de Bolvir (Cerdanya, km. 183 ctra. nac. 260 Puigcerdà-Seu d'Urgell), una terrassa natural avançada de la plana cerdana, amb una bona panoràmica del terç ponent de la comarca. És un indret estratègicament situat que va facilitar el control del territori en moments claus de la història.
Fins avui s'ha excavat tan sols entre un 30-40% de la superfície total del jaciment, que continua essent objecte d'estudi i d'interpretació a partir d'una continuada recerca científica. No obstant, el gener del 2015 es va inaugurar el centre de difusió Espai Ceretània on s'ofereixen les eines necessàries per a la completa compressió del Jaciment Arqueològic del Castellot. Mitjançant suports audiovisuals, tecnològics i interactius es desenvolupa la informació necessària per a la correcta comprensió del jaciment.
Les intervencions arqueològiques sobre el jaciment del Castellot, dins el projecte «Paisatge i Territori a la Cerdanya Antiga» (PATCA) iniciat durant el període 2014-2017,  es poden consultar a les publicacions «ERA», intervencions fetes amb la col·laboració de l'Espai Ceretània.
Gràcies als treballs duts a terme durant la campanya d'estiu de l'any 2024, mitjançant l'arqueologia experimental s'ha pogut reconstruir una casa típica ceretana, de planta rectangular i amb una llargada dos vegades més gran que l'amplada. Composta de dues estances, una davant de l'altra. Amb un primer porxo corresponent a una avantsala, que es tractaria d'un pati polifuncional, on s'hi desenvoluparien diverses tasques productives o d'estabulat del bestiar. I una segona estança, on s'hi organitzaria la vida domèstica familiar.
Feta mitjançant els mateixos procediments tècnics i constrictius emprats en l'època, amb murs fets amb un sòcol de blocs de pedra i recreixement de tàpia, sostre embigat de fusta, brancatge i una capa de terra premsada per impermeabilitzar-lo.

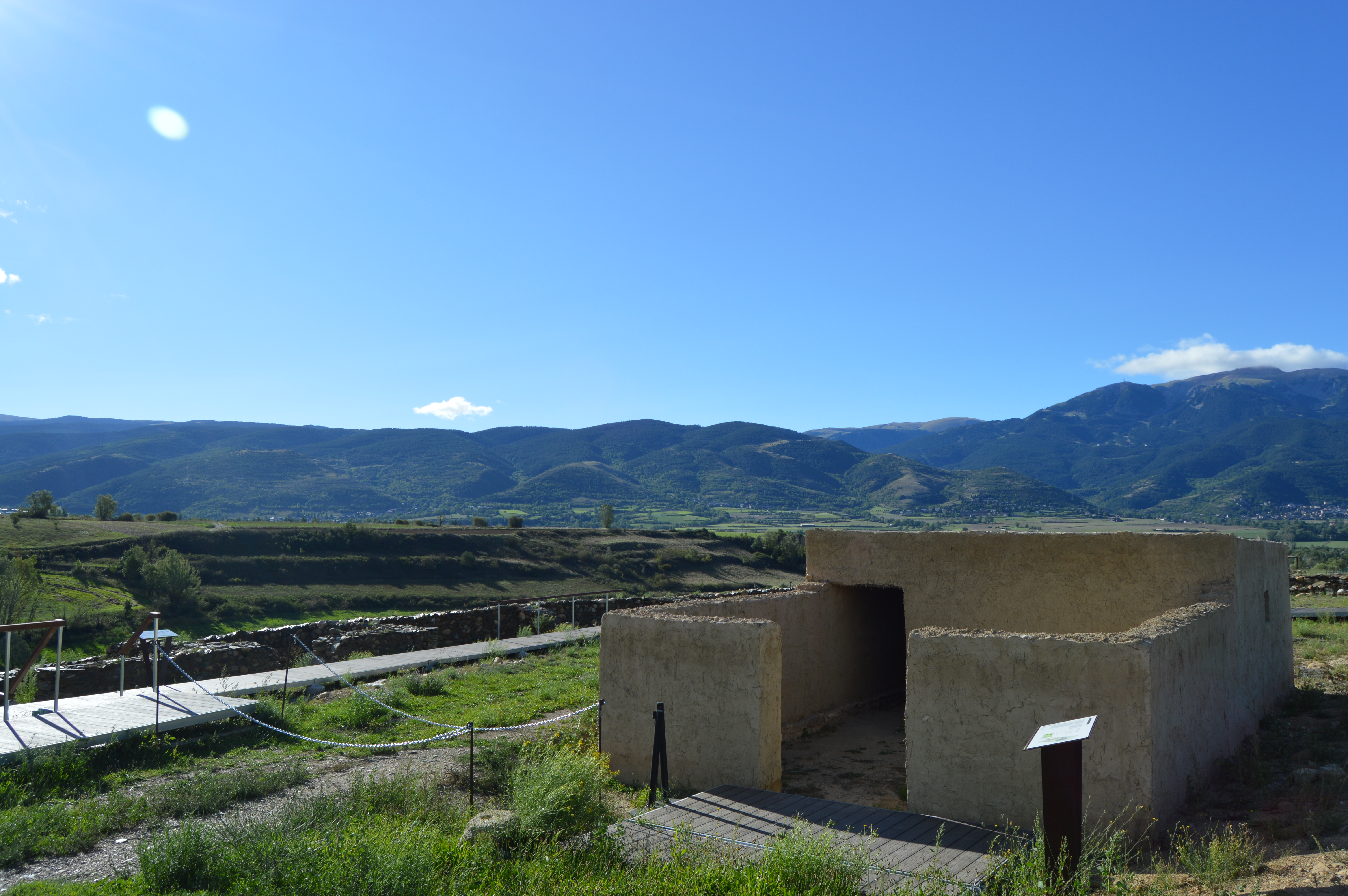
Reconstrucció de casa ibèrica al Castellot de Bolvir

## Context geogràfic i topogràfic de la ubicació del Castellot
És un jaciment arqueològic situat a l'extrem i al punt més elevat de La Corona de Bolvir, l'indret és un tossal amb forts pendents que deixa només un punt d'entrada, la visera meridional. El poblat gaudeix d'un ampli domini visual sobre el terç ponent de la comarca de Cerdanya, en concret de l'Estret d'Isòvol, pas natural d'entrada i sortida a la vall. De manera que aquesta antiga fortificació tindria un domini clar del que eren les antigues vies de comunicació, ja que pel voltant d'aquesta hi hauria diferents vies: per una banda, trobem la possible via romana que probablement comunicava Llívia (Iulia Lybica) amb les terres de l'Alt Urgell. I d'altra banda, trobem a uns metres del jaciment el curs del riu Segre, articulador del territori.

## Context Històric i Cronològic

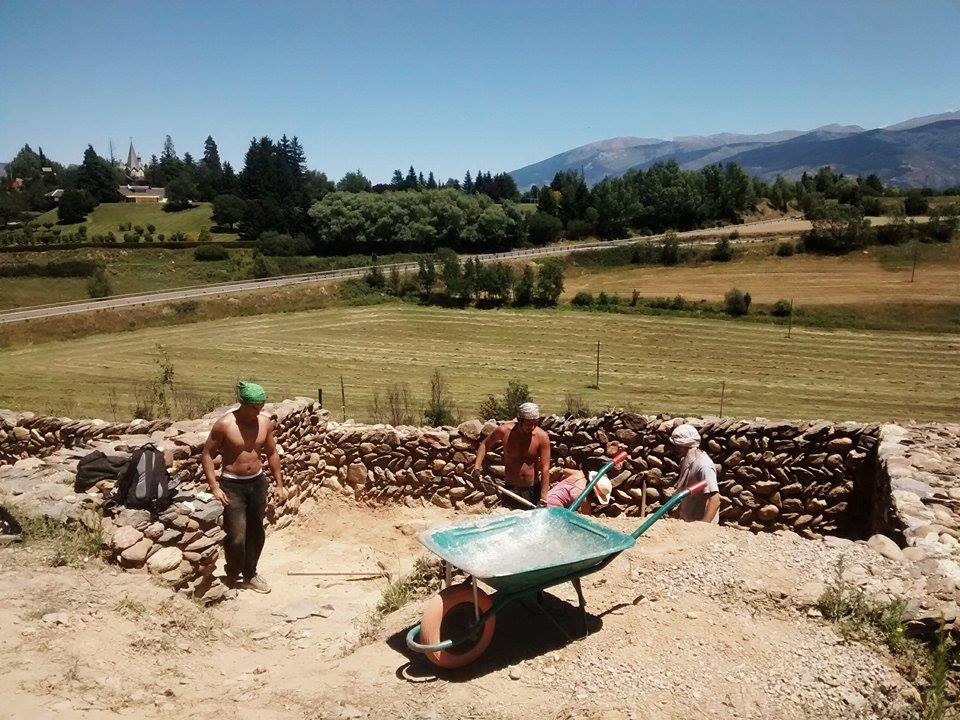
Jaciment Arqueològic del Castellot amb voluntaris de la Universitat Autònoma de Barcelona realitzant una campanya d'excavació.

Al Castellot trobem tres grans modificacions de tres etapes diferents: Una primera fase ibèrica ceretana; seguida d'una segona fase romana; i després d'un període d'abandonament, a partir del segle X dC (en plena època medieval) va ser repoblat reaprofitant els vestigis d'etapes anteriors. Però a partir dels segles XI i XII dC va ser abandonat definitivament. Per tant, el Castellot està format per una superposició de fases que han estat interpretades gràcies als estudis arqueològics dels últims anys.

### Fase Ceretana
La primera fase arqueològica s'ha datat d'època ibèrica, els estudis han determinat que aquesta conté: una muralla irregular que s'adapta al terreny, un fossat, murs d'escarpa domèstics i una sèrie d'elements típics dels oppida ibèrics, que a part de delimitar el territori i d'articular el sistema defensiu, també estan carregats d'un simbolisme que dota de prestigi el poblat per sobre d'altres més humils.
El sistema constructiu de murs ibèrics està format per grans còdols entrelligats amb fang, que en èpoques posteriors faran de base dels murs romans.
Les cases ceretanes serien d'uns 4 a 5 metres d'alçada amb un segon pis de fusta. S'alçaven sobre una planta generalment quadrada i probablement posseïen unes teulades fortament inclinades per evitar l'acumulació de neu. A cada casa hi podien viure 5 o 6 persones i solien tenir uns patis individuals o espais comunitaris, generalment descoberts. Així doncs, les casses estaven ben equipades per resistir els durs hiverns a la Cerdanya. Les cases romanes són pràcticament idèntiques a les ceretanes.

### Fase Romana
Després d'aquest període ibèric que es configura entre els segles IV i III aC, trobaríem una segona fase romana republicana que comença al segle ii aC. El poblat és reformat defensivament, l'entrada ja no està al sector llevant sinó al sector meridional, aquesta nova entrada a poblat està flanquejada per dues grans torres quadrades i un bastió defensiu. El sistema constructiu murari és més complex, es comencen a utilitzar pissarres per edificar murs i les entrades de les cases posseeixen un preciós enllosat. La joia d'època romana va ser el taller metal·lúrgic, amb tres forjas, que segons els estudis realitzats i les restes trobades produïa elements de vidre, objectes de ferro, coure, estany, plom, entre altres materials. El poblat acabarà essent abandonat pels romans, degut als conflictes socio-polítics, com dues guerres civils que va patir Roma i una revolta que es va produir al poblat.

### Fase Medieval
Després de nou segles El Castellot tornarà a repoblar-se amb l'arribada dels Gots. Aquests es trobaran un poblat abandonat i en runes, de manera que reconstruiran cases, una nova muralla i una nova entrada al poblat a l'oest del jaciment, amb el mateix sistema constructiu però amb uns murs en opus spicatum.
Pel que fa al sistema defensiu, trobem la construcció d'una nova entrada al sector ponent i al costat d'aquesta hi havia edificada una torre de guaita, la més gran del jaciment i la que millor complia la seva funció de vigilància.

## Orígens del Jaciment
L'estudiós francès Claude Saurel planteja per primera vegada l'existència d'un jaciment arqueològic al Castellot de Bolvir el 1990 a partir de la recollida de materials d'època antiga en la superfície. I el 1991 l'historiador Oriol Olesti i l'arqueòleg Oriol Mercadal duen a terme quatre sondeigs arqueològics a El Castellot. Es localitzen alguns murs, s'excava parcialment una sitja, i es documentaren traces inequívoques de l'existència d'un poblat d'època iberoromana al tossal de La Corona.
Però no va ser fins al 2006 quan s'inicien les intervencions arqueològiques de recerca al Castellot de Bolvir. Un equip de recerca format per membres del departament de Ciències de l'Antiguitat i l'Edat Mitjana de la Universitat Autònoma de Barcelona, del Museu Cerdà i per arqueòlegs professionals, inicien les intervencions arqueològiques al jaciment del Castellot emparats per un projecte d'investigació dirigit pel Dr. Oriol Olesti, els quals hi treballaran ininterrompudament al jaciment en els anys següents.
L'any 2015 el Castellot de Bolvir esdevé Campus Arqueològic de la Universitat Autònoma de Barcelona. L'alcalde de Bolvir, il·lm, Bartomeu Baqué i el rector de la UAB, Ferran Sancho, signen un conveni per tal que el jaciment iberoromà esdevingui espai de formació per a futurs arqueòlegs. La creació d'aquest campus és fruit de vuit anys de col·laboracions entre l'Ajuntament i la Universitat.

## Orígens de l'Espai Ceretània

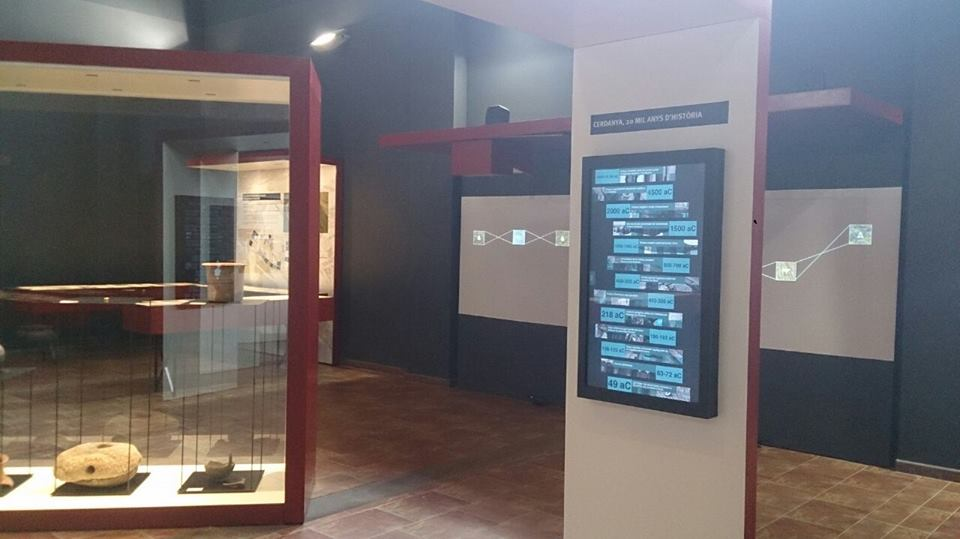
Centre d'interpretació Espai Ceretània

L'any 2007 es planteja per primera vegada la necessitat de construir un centre d'interpretació al Castellot de Bolvir. El nou equip de govern format a partir de les eleccions municipals d'aquell mateix any, encapçalat per l'alcalde, senyor Bartomeu Baqué i Muntané, anuncia que en un màxim de dues legislatures Bolvir disposarà d'un centre d'interpretació del jaciment arqueològic del Castellot.
Finalment el 2015 s'inaugura el Centre d'Interpretació Espai Ceretània del Castellot de Bolvir. La construcció i l'execució de l'edifici s'havia iniciat la tardor del 2012, mentre que les tasques de museïtzació de l'espai finalitzaren el 2015. El centre ha comptat amb una inversió d'un milió d'euros, dels quals 570.000 provenen de fons FEDER i de la Generalitat, mentre que la resta els aporta el propi Ajuntament.